# Caerorhachis
Caerorhachis es un género de tetrápodo extinto, perteneciente al superorden reptiliomorpha. Vivió durante el Carbonífero inferior, hace unos 325 millones de años y sus restos fueron encontrados en Escocia. Se conoce una especie, Caerorhachis bairdi.

## Descripción
Similar en apariencia a una salamandra, Caerorhachis tenía un cuerpo muy largo, las piernas eran cortas y débiles, con una larga cola, aplanada lateralmente. El cráneo, similar al primitivo Proterogyrinus , era grande y robusto, con un conjunto de dientes que lo capacitaba para ser un depredador. De unos 30 cm, este animal tenía algunas características primitivas, y se adaptó probablemente a una vida estrictamente acuática, depredando a otros animales pequeños.

## Clasificación
Caerorhachis fue clasificado inicialmente como un miembro primitivo de los anfibios temnospodílidos. Debido a una serie de características compartidas, muchos le consideran un tetrápodo primitivo. Sin embargo, también poseía muchas características propias de los amniotas menos evolucionados, incluyendo las costillas fuertemente curvadas del tronco y la forma de las vértebras. Por lo tanto, se consideró que Caerorhachis era un miembro primitivo de los antracosaurios, un grupo de vertebrados terrestres muy cercanos tanto al origen de los amniotas verdaderos, como a los reptiles. De acuerdo con este análisis, en el Carbonífero Inferior, ya se habían diversificado las ramas que condujeron a los anfibios actuales (representado por Temnospondyli) y a los reptiles (representado por Anthracosauria).